# Devon Petersen
Devon Petersen (Città del Capo, 4 giugno 1986) è un giocatore di freccette sudafricano.
Si è qualificato per il Campionato del Mondo PDC in sette occasioni con il suo miglior risultato nel 2014 e nel 2019 quando ha raggiunto i sedicesimi di finale. Petersen è diventato famoso per il ballo sul palco di "Waka Waka (This Time for Africa)" di Shakira, prima delle sue partite.

## Freccette usate
Petersen precedentemente utilizzava le freccette che gli furono regalate da Phil Taylor durante gli South African Masters del 2009. Dal Marzo 2020 utilizza le freccette 26g della Trinidad in tungsteno, dopo aver utilizzato per 9 anni le freccette della Unicorn Darts.

## Risultati del campionato mondiale
Petersen ha partecipato a 8 Campionati del Mondo PDC, ottenendo il suo miglior risultato nel 2019 e 2021, raggiungendo il quarto round.

### PDC
1. 2011: Primo round (perso contro Jamie Caven 1-3)
2. 2012: Secondo round (perso contro Gary Anderson 2-4)
3. 2014: Terzo round (perso contro James Wade 0-4)
4. 2017: Primo round (perso contro Steve Beaton 1-3)
5. 2018: Primo round (perso contro Darren Webster 2-3)
6. 2019: Quarto round (perso contro Nathan Aspinall 3-4)
7. 2020: Primo round (perso contro Luke Humphries 1-3)
8. 2021: Quarto round (perso contro Gary Anderson 0-4)

## Prestazioni nel tempo

### BDO
| Torneo                 | 2010 | 2011 |
| ---------------------- | ---- | ---- |
| BDO World Championship | NG   | NQ   |
| Winmau World Masters   | PR   | NG   |

### PDC
| PDC World Championship             | NQ | 1R | 2R | NQ | 3R | NQ | NQ | 1R | 1R | 4R | 1R | 4R |
| UK Open                            | NG | 2R | 3R | NQ | NQ | QF | NQ | 2R | NQ | 3R | 3R | QF |
| World Grand Prix                   | NQ | NQ | NQ | NQ | NQ | NQ | NQ | NQ | NQ | NQ | 2R |    |
| European Championship              | NG | NQ | NQ | NQ | NQ | NQ | 1R | NQ | NQ | NQ | SF |    |
| Grand Slam of Darts                | NQ | NQ | NQ | NQ | NQ | NQ | NQ | NQ | NQ | NQ | 2R |    |
| Players Championship Finals        | NG | NQ | NQ | NQ | NQ | NQ | 1R | NQ | NQ | 1R | 1R |    |
| Eleventi televisivi non importanti |    |    |    |    |    |    |    |    |    |    |    |    |
| PDC World Cup of Darts             | NG | NH | QF | NG | QF | 2R | 1R | 2R | 2R | 2R | 1R |    |
| World Series of Darts Finals       | NH | NH | NH | NH | NH | 1R | NG | NG | NG | NG | NG |    |
| Statistiche di carriera            |    |    |    |    |    |    |    |    |    |    |    |    |
| Classifica di fine anno            | 95 | 61 | 63 | 62 | 77 | 60 | 50 | 51 | 60 | 60 | 29 |    |

| Performance timeline legend | Performance timeline legend | Performance timeline legend | Performance timeline legend      | Performance timeline legend | Performance timeline legend |
| --------------------------- | --------------------------- | --------------------------- | -------------------------------- | --------------------------- | --------------------------- |
| NG                          | Non ha giocato nell'evento  | #R                          | Perso nei primi turni del Torneo | QF                          | Perso ai Quarti di Finale   |
| SF                          | Perso in Semifinale         | F                           | Perso in Finale                  | W                           | Ha vinto il Torneo          |